# Meloa de Santa Maria - Açores
O Meloa de Santa Maria - Açores  IGP é um produto de origem portuguesa com Indicação Geográfica Protegida pela União Europeia (UE) desde 20 de fevereiro de 2015.

## Agrupamento gestor
O agrupamento gestor da indicação geográfica protegida "Meloa de Santa Maria - Açores" IGP é a AGROMARIENSECOOP - Cooperativa de Produtores Agropecuários da Ilha de Santa Maria, CRL.